# 뉴라클사이언스
뉴라클사이언스(Neuracle Science)는 대한민국의 신경질환 치료제 개발 벤처기업이다. 기술성 평가기관 2곳으로부터 각각 A, BBB 등급을 받아 '기술성 평가'를 통과했으며 NH투자증권을 주관사로 상장을 준비중이다

## 참고문헌
1. ↑  최수진, 뉴라클사이언스, 15년 연구로 혁신 치매치료제 개발…“코스닥 상장과 기술이전 남았죠.”, 바이오타임즈, 2024.01.04
2. ↑  강인효, 뉴라클사이언스, 기술성 평가 통과…A·BBB 등급 받아, 히트뉴스, 2023.11.17
3. ↑  뉴라클사이언스, 기술성 평가 통과…내년 코스닥 상장 목표, 팜이데일리, 2023. 11. 17.